# Ozarba separabilis
Ozarba separabilis är en fjärilsart som beskrevs av Emilio Berio 1940. Ozarba separabilis ingår i släktet Ozarba och familjen nattflyn. Inga underarter finns listade i Catalogue of Life.